# Leucothyreus minutus
Leucothyreus minutus är en skalbaggsart som beskrevs av Ohaus 1917. Leucothyreus minutus ingår i släktet Leucothyreus och familjen Rutelidae. Utöver nominatformen finns också underarten L. m. deltifer.